# 27524 Clousing
27524 Clousing este o planetă minoră (asteroid) din centura de asteroizi. A fost descoperită pe 25 aprilie 2000 la Stația Anderson Mesa de Lowell Observatory Near-Earth-Object Search. 
Obiectul prezintă o orbită caracterizată de o semiaxă mare de 2,611062 UAi, o excentricitate de 0,14, o înclinație de 7,58061 ° în raport cu ecliptica.